# Jan Kucharzewski

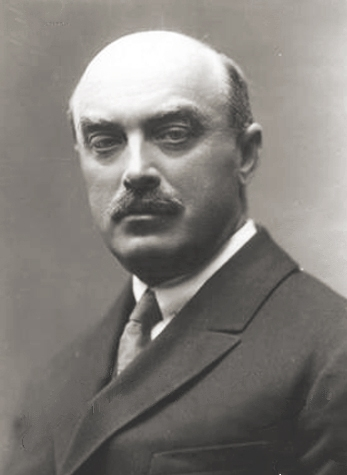
Jan Kucharzewski

Jan Kucharzewski (* 27. Mai 1876 in Wysokie Mazowieckie, Russisches Kaiserreich; † 4. Juli 1952 in New York City) war ein polnischer Historiker, Rechtsanwalt, Politiker und Ministerpräsident.

## Leben

### Studium und berufliche Laufbahn
Nach dem Schulbesuch absolvierte er ein Studium der Rechtswissenschaften und Geschichtswissenschaften an der Universität Warschau, das er 1898 abschloss. Unmittelbar darauf trat er der politischen Gemeinschaft der polnischen Jugend (Związek Młodzieży Polskiej) (Zet) bei. Später wurde er Mitglied der Nationalen Demokraten (Narodowa Demokracja) und der Nationalliga (Liga Narodowa), der er bis 1911 angehörte. Bereits in dieser Zeit war er als Autor von Geschichtsbüchern über das 19. Jahrhundert und zu zeitgeschichtlichen Themen tätig:
- Socyalizm prawniczy (1906)
- Sprawa polska w parlamencie frankfurckim 1848 roku (1908)
- Maurycy Mochnacki (1910)
- Epoka Paskiewiczowska. Losy oświaty (1914)

Zu Beginn des Ersten Weltkrieges begab er sich ins Exil in die Schweiz, wo er einige Artikel über die politische Situation Polens verfasste. Im Juni 1917 kehrte er nach Polen zurück und wurde zum juristischen Referenten (Kronreferendar) des Regentschaftsrates wurde.

### Ministerpräsident von 1917 bis 1918 und Russlandkenner
Am 26. November 1917 wurde er dann erster Ministerpräsident des Regentschaftskönigreichs Polen. Dieses Amt übte er bis zu seiner Ablösung durch Antoni Ponikowski am 27. Februar 1918 aus.
Nach 1920 war er wieder überwiegend als Wissenschaftler und Verfasser von historischer Fachliteratur tätig. 1921 wurde zunächst Gastmitglied und dann 1929 Vollmitglied der Warschauer Wissenschaftlichen Gesellschaft (Towarzystwo Naukowe Warszawskie). Zugleich erwarb er sich den Ruf eines hervorragenden Kenners der Sowjetunion. Zwischen 1923 und 1935 gab er Vom Weißen zum Roten Zarentum (Od białego do czerwonego caratu, 7 Bände) heraus, in dem er als Erster die UdSSR als rotes Zarentum und Josef Stalin als dessen Zar bezeichnete. Schließlich wurde er 1926 zunächst Korrespondierendes Mitglied und dann 1936 Ordentliches Mitglied der Polnischen Akademie der Gelehrsamkeit (Polska Akademia Umiejętności).
Nach der Deutschen Eroberung Polens ging er 1940 ins Exil in die USA, wo er 1942 zu den Mitbegründern des Polnischen Institutes für Kunst und Wissenschaften in Amerika gehörte. Außerdem war er wieder Verfasser von Artikeln zur politischen Situation Polens war, die überwiegend durch einen antikommunistischen und antisowjetischen Standpunkt geprägt waren. In dieser Zeit entstand auch sein Buch The Origin of Modern Russia (1948).